# Юстинград
Юстинград — еврейское местечко в Российской империи и СССР на территории современной Черкасской области Жашковского района Украины. Уничтожено нацистами в 1943 году.

## История
Местечко находилось на территории Липовецкого уезда Киевской губернии, на реке Конелке, в 27 верстах от станции железной дороги. Юстинград был создан после того, как еврейское население было выселено из соседнего села Соколовка в 1825 году, после декрета Николая I об изгнании евреев, не занимающихся сельским хозяйством, из сел с преобладанием крестьянского населения. В результате евреи Соколовки заняли незаселённую землю по другую сторону озера, проданную им местным помещиком, и назвали поселение в честь супруги помещика — Юстинград.
Многие евреи местечка иммигрировали в США и Палестину в начале 1900-х годов. В августе 1919 года, в Юстинграде был еврейский погром банды атамана Зелёного, во время которого погибло около 150 евреев. В погроме было сожжено 400 домов, принадлежавших евреям, 140 магазинов, паровая мельница, 6 кожевенных производств, 3 завода сельтерских вод, ссудно-сберегательное товарищество, 6 синагог, 2 бани.

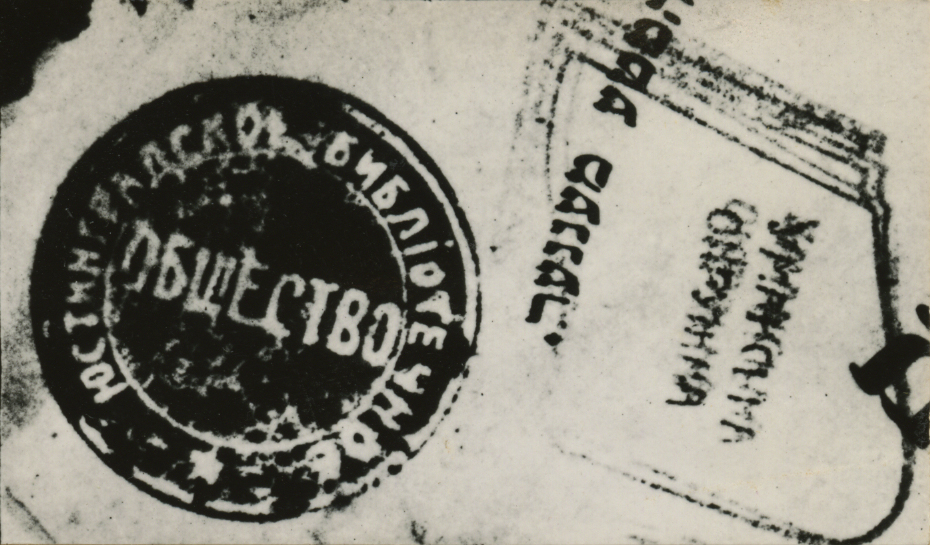
Книжный штамп библиотеки Юстинграда, разграбленной нацистами

В советское время перед Великой Отечественной войной Юстинград входил в состав Жашковского района Киевской области УССР. В нём проживало свыше 150 евреев. Юстинград был оккупирован немецкими войсками 24 июля 1941 года. Часть евреев до этого успела эвакуироваться, а военнообязанные были призваны в Красную армию. В июле октябре 1941 года местечко находилось под управлением немецкой военной комендатуры. По её приказу была создана сельская управа и вспомогательная полиция из местных жителей. Была организована регистрация евреев и введено ношение повязки с шестиконечной звездой. В ноябре власть перешла к гражданской администрации. Местечко вошло в состав гебита Тараща генерального округа Киев рейхскомиссариата Украина. 19 сентября 1941 года оккупанты расстреляли 35 евреев, остальные были помещены в гетто. Гетто было ликвидировано в мае 1942 года, а оставшиеся квалифицированные ремесленники расстреляны в сентябре 1942 и летом 1943 года. Всего за время оккупации было убито 146 евреев Юстинграда.

В послевоенные годы Юстинград прекратил своё существование и был соединён с Соколовкой.